# Calycomis
Calycomis es un género con cuatro especies de plantas con flores perteneciente a la familia Cunoniaceae. 
Está considerada un sinónimo del género Acrophyllum.

## Especies
| - Calycomis australis (A.Cunn.) Hoogl. - Calycomis serrata R.Br. ex T.Nees & Sinning - Calycomis verticillata D.Don - Calycomis verticillatum D.Don |